# Affinity (Haken)
Affinity è il quarto album in studio del gruppo musicale britannico Haken, pubblicato il 29 aprile 2016 dalla Inside Out Music.

## Antefatti
L'8 settembre 2014 gli Haken hanno comunicato attraverso la propria pagina Facebook di aver appena iniziato a lavorare al materiale per un quarto album in studio. Due mesi più tardi, il chitarrista e tastierista Richard Henshall ha rivelato i primi dettagli riguardo alla direzione stilistica che avrebbe preso l'album:
Dopo aver speso un anno per la composizione, nelle ultime settimane di dicembre 2015 il gruppo ha registrato l'intero album sotto la supervisione di Jens Bogren, già collaboratore degli Haken nelle fasi di missaggio e mastering per l'album precedente The Mountain e per l'EP Restoration.

## Composizione
Affinity è il primo album registrato dagli Haken con il bassista Conner Green, entrato in formazione nel 2014 al posto di Thomas MacLean, e rispetto alle pubblicazioni precedenti del gruppo, i cui brani venivano composti principalmente dal chitarrista e tastierista Richard Henshall per poi venire arrangiati dai restanti componenti del gruppo, è il risultato di un lavoro collettivo, come dichiarato dal chitarrista Charlie Griffiths:
 Anche il cantante Ross Jennings è stato dello stesso parere, spiegando che l'album è stato «veramente uno sforzo di gruppo»:
Sempre rispetto alle pubblicazioni passate, influenzate dalla musica progressive degli anni settanta, Affinity presenta sonorità ispirate al rock progressivo degli anni ottanta, in particolare ad album come 90125 degli Yes, Toto IV dei Toto, Three of a Perfect Pair dei King Crimson e la colonna sonora di Transformers - The Movie di Vince DiCola, quest'ultima fonte di ispirazione per il tastierista Diego Tejeida. Dal punto di vista dei testi, Affinity esplora i comportamenti umani che spesso sono di natura molto primitiva, l'evoluzione dell'uomo stesso e quella dell'informatica: ciò viene evidenziato in particolar modo nel brano The Architect, nel quale viene narrato il rapporto uomo-macchina e se l'intelligenza artificiale riuscirà a sorpassare la capacità umana di creare e ricreare la vita.

## Promozione

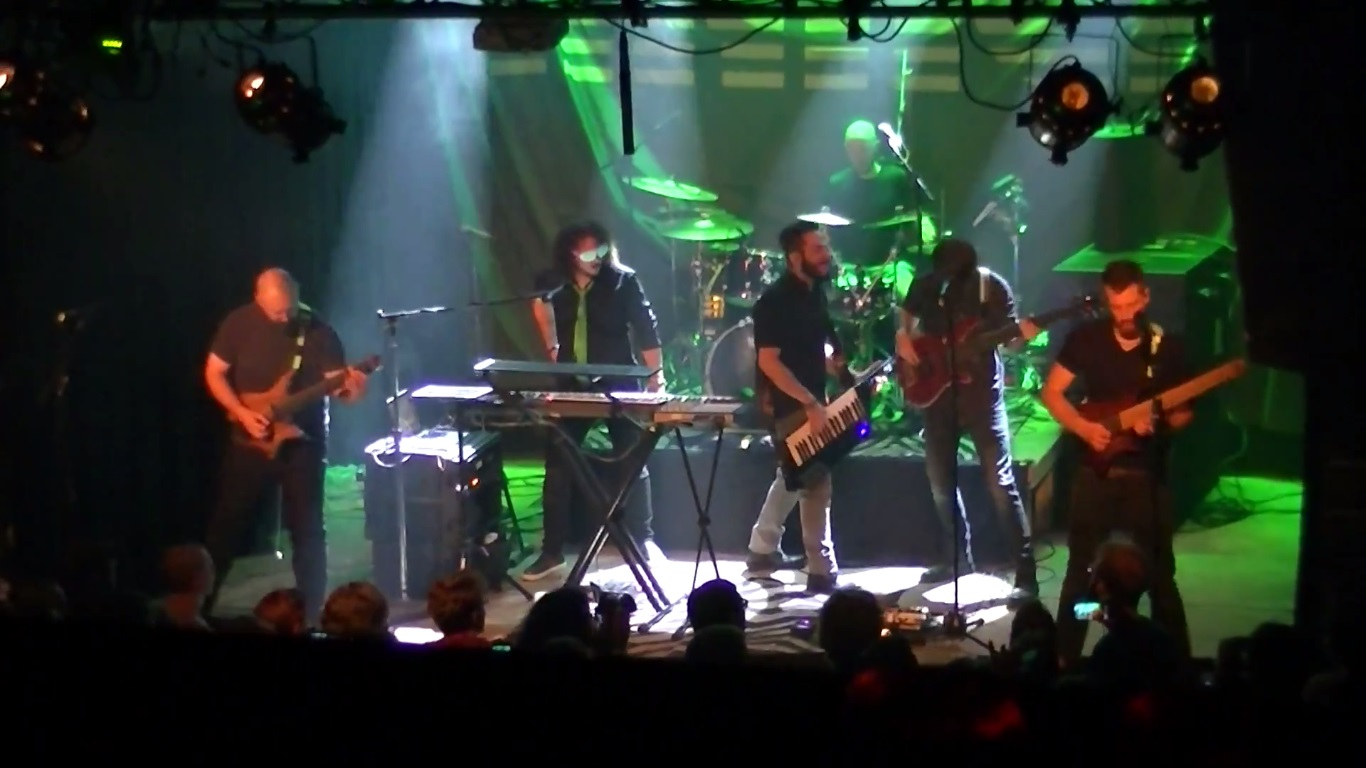
Gli Haken dal vivo a Chicago il 30 agosto 2016, prima tappa dellAffiniTour v2.0

Il 9 febbraio 2016 gli Haken hanno reso disponibile una breve anteprima dell'album attraverso il proprio canale YouTube, mentre il 18 marzo seguente hanno pubblicato il primo singolo Initiate, promosso anche dal relativo video musicale. L'11 aprile è stato invece pubblicato un lyric video per il brano The Endless Knot, estratto come secondo singolo dall'album quattro giorni più tardi.
Oltre all'edizione standard, pubblicata il 29 aprile 2016 nei formati CD, download digitale e doppio LP (quest'ultimo comprensivo anche di CD), Affinity è stato reso disponibile anche in edizione limitata con l'aggiunta di un secondo CD contenente le versioni strumentali dell'album.
Il 9 maggio 2016 il gruppo ha pubblicato il video di Earthrise, sesta traccia dell'album, mentre dal 25 dello stesso mese hanno intrapreso una tournée europea denominata AffiniTour v1.0, conclusasi il 26 giugno 2016 all'Havana Club di Tel Aviv, in Israele. Tra agosto e settembre 2016 il gruppo ha intrapreso l'AffiniTour v2.0, svoltosi nell'America del Nord e che ha visto come gruppo di supporto i Thank You Scientist.
Il 4 agosto 2017 gli Haken hanno pubblicato il video del quarto brano dell'album, Lapse, diretto da Miles Skarin.

## Tracce
Testi e musiche degli Haken.
1. affinity.exe – 1:24
2. Initiate – 4:16
3. 1985 – 9:08
4. Lapse – 4:44
5. The Architect – 15:40
6. Earthrise – 4:48
7. Red Giant – 6:06
8. The Endless Knot – 5:50
9. Bound by Gravity – 9:29

Drive B: INSTRU. – CD bonus nell'edizione limitata
1. affinity.exe (Instrumental) – 1:24
2. Initiate (Instrumental) – 4:16
3. 1985 (Instrumental) – 9:08
4. Lapse (Instrumental) – 4:44
5. The Architect (Instrumental) – 15:40
6. Earthrise (Instrumental) – 4:48
7. Red Giant (Instrumental) – 6:06
8. The Endless Knot (Instrumental) – 5:50
9. Bound by Gravity (Instrumental) – 9:29

## Formazione
Hanno partecipato alle registrazioni, secondo le note di copertina:
Gruppo
- Ross Jennings – voce
- Diego Tejeida – tastiera, sound design
- Richard Henshall – chitarra
- Charlie Griffiths – chitarra
- Conner Green – basso
- Ray Hearne – batteria

Altri musicisti
- Einar Solberg – voce aggiuntiva (traccia 5)
- Pete Rinaldi – chitarra acustica aggiuntiva (traccia 9)

Produzione
- Haken – produzione
- Jens Bogren – missaggio, mastering
- Blacklake – artwork, design

## Classifiche
| Classifica (2016)          | Posizione massima |
| -------------------------- | ----------------- |
| Austria                    | 69                |
| Belgio (Fiandre)           | 92                |
| Finlandia                  | 23                |
| Francia                    | 188               |
| Germania                   | 24                |
| Italia                     | 79                |
| Paesi Bassi                | 43                |
| Regno Unito                | 96                |
| Regno Unito (progressive)  | 10                |
| Regno Unito (rock & metal) | 5                 |
| Stati Uniti (hard rock)    | 11                |
| Stati Uniti (heatseekers)  | 6                 |
| Stati Uniti (independent)  | 28                |
| Stati Uniti (rock)         | 35                |
| Svizzera                   | 36                |